# 托花红景天
托花红景天（学名：Rhodiola stapfii）是景天科红景天属的植物。分布于不丹以及中国大陆的西藏等地，生长于海拔2,900米至5,000米的地区，多生于生增：山坡草地上，目前尚未由人工引种栽培。

## 别名
史塔红景天（植物分类学报增刊） 印边景天（拉汉种子植物名称）